# Cimbex
Cimbex es un género de moscas sierra o avispas sierra de la familia Cimbicidae.

## Especies
- Cimbex americanus Leach, 1817
- Cimbex connatus (Schrank, 1776)
- Cimbex fagi Zaddach, 1863
- Cimbex femoratus (Linnaeus, 1758)
- Cimbex luteus (Linnaeus, 1761)
- Cimbex pacificus Cresson, 1880
- Cimbex quadrimaculatus (O. F. Müller, 1766)[1]
- Cimbex rubidus Cresson, 1880
- Cimbex semidea Cresson, 1880

## Fósiles

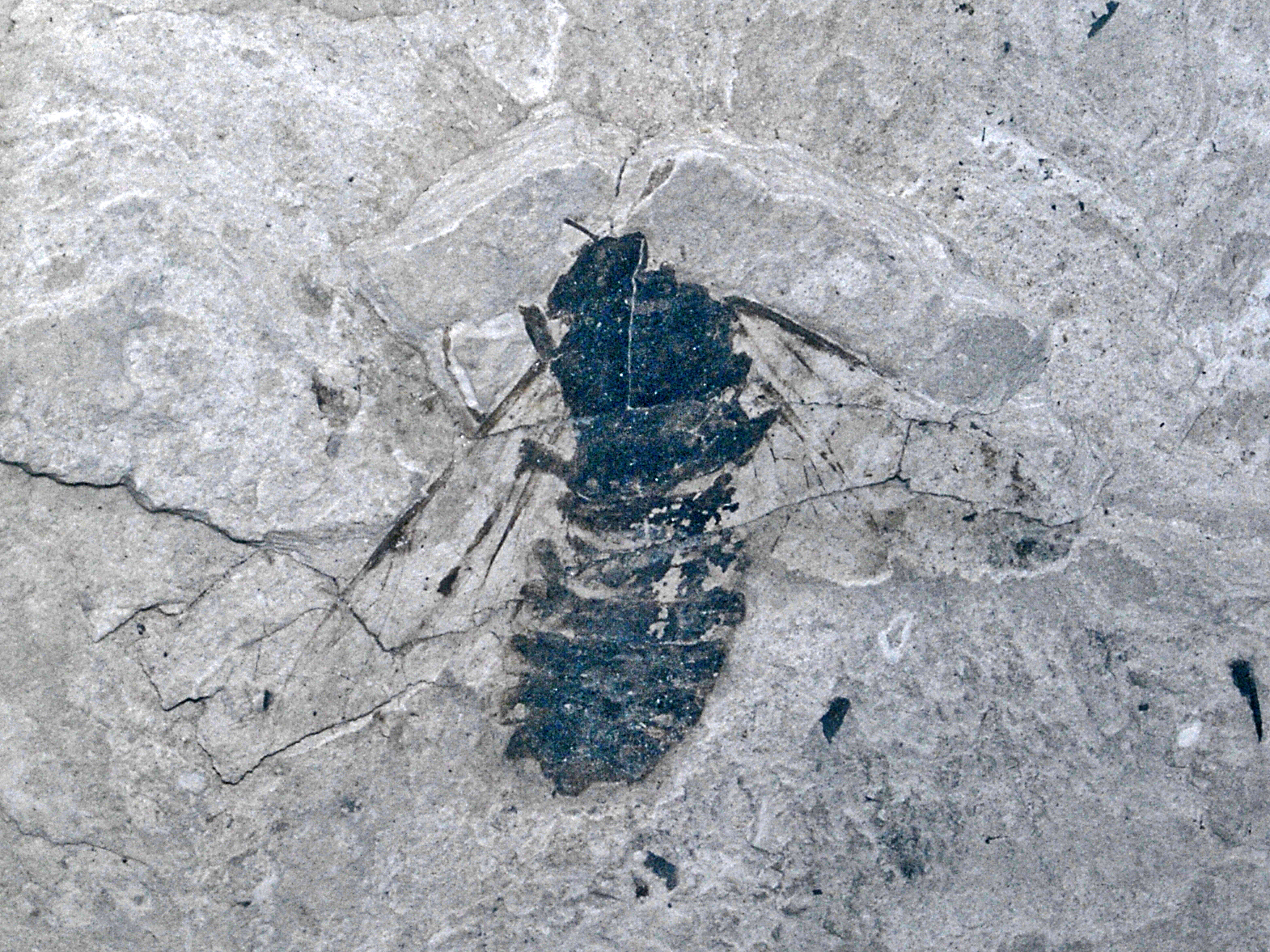
Cimbex fósil

Se conocen fósiles del Eoceno hasta el Mioceno (alrededor de 37.2 millones de años hasta el presente). Se han encontrado fósiles en Norteamérica, Japón y China.